# Alcyna australis
Alcyna australis is een slakkensoort uit de familie van de Trochidae. De wetenschappelijke naam van de soort werd voor het eerst geldig gepubliceerd in 1907 door Hedley.